# Andreja Leški
Andreja Leški, née le 8 janvier 1997 à Koper, est une judokate slovène médaillée d'or aux jeux olympiques d'été de Paris 2024.

## Carrière
Andreja débute les championnats en 2014 dans les compétitions juniors en montant sur la troisième marche du podium aux championnats juniors d'Europe tenus à Bucarest en Roumanie, aux championnats du monde juniors à Abu Dhabi dans les Emirats arabes Unis.
Elle participe au Grand chelem de Düsseldorf en Allemagne à l'issue duquel elle obtient la médaille d'or ainsi qu'au grand prix d'Agadir en 2018 .
En 2021, elle remporte dans la catégorie des moins de 63kg deux médailles à savoir la médaille d'argent lors des championnats du monde à Budapest et la médaille de bronze pendant les championnats d'Europe.
Deux ans plus tard, elle s'en sort avec la médaille d'or aux championnats d'Europe à Montpellier en France et la médaille d'argent aux championnats du monde à Doha au Qatar.
En 2024, elle participe au grand chelem de Tashkent en Ouzbékistan, le championnat d'Europe à Zagreb en Croatie et aux jeux olympiques d'été de Paris en France. A l'issue de ces compétitons, elle remporte respectivement la médaille de bronze dans les deux premières et la médaille d'or dans la dernière,.

## Palmarès

### Compétitions internationales
| Année | Compétition           | Lieu        | Résultat | Catégorie      |
| ----- | --------------------- | ----------- | -------- | -------------- |
| 2021  | Championnats d'Europe | Lisbonne    | 3e       | Moins de 63 kg |
| 2021  | Championnats du monde | Budapest    | 2e       | Moins de 63 kg |
| 2023  | Championnats du monde | Doha        | 2e       | Moins de 63 kg |
| 2023  | Championnats d'Europe | Montpellier | 1re      | Moins de 63 kg |
| 2024  | Championnats d'Europe | Zagreb      | 3e       | Moins de 63 kg |
| 2024  | Jeux olympiques       | Paris       | 1re      | Moins de 63 kg |